# Тычковый нож

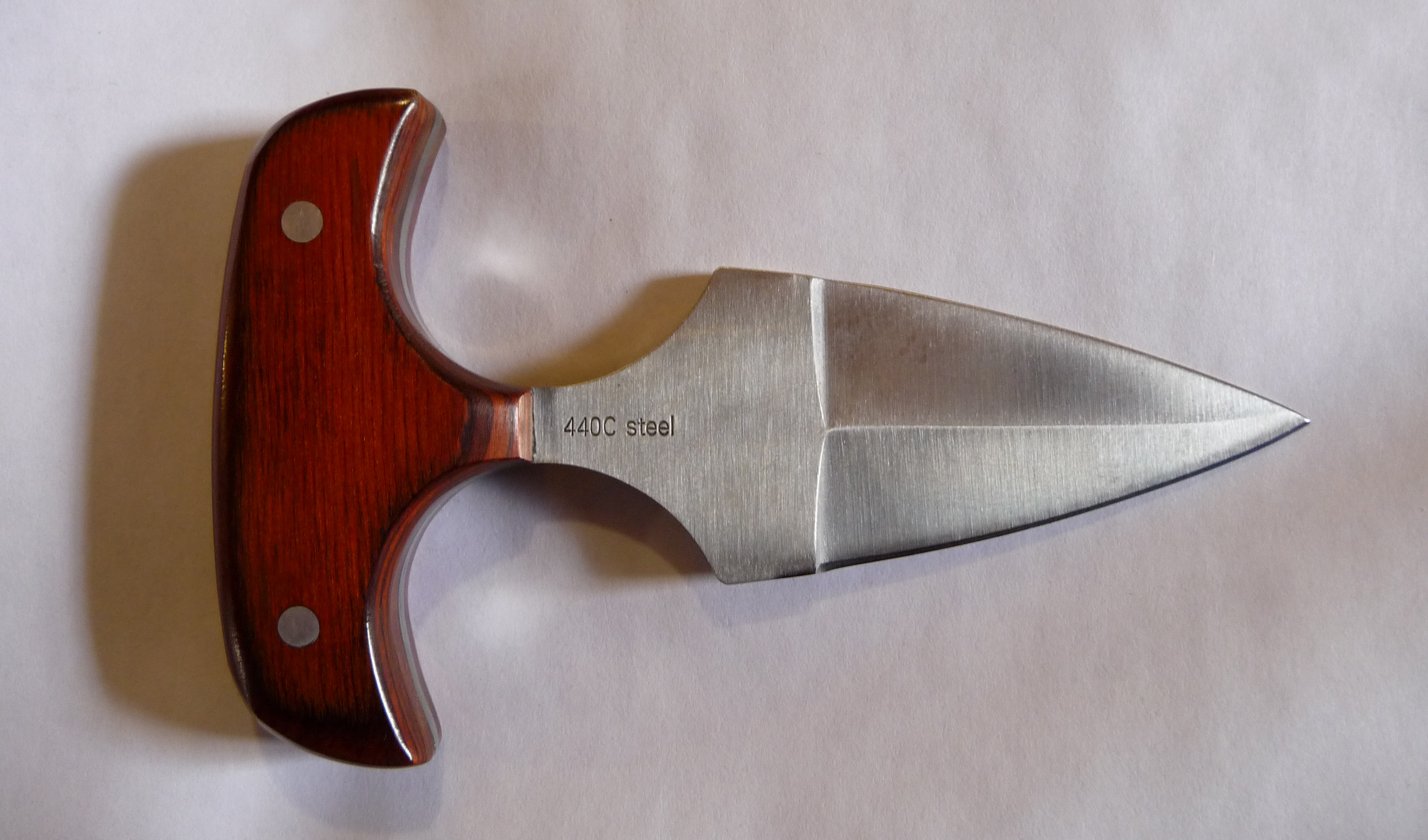
Тычковый нож

Тычко́вый (толчко́вый) нож, или пуш-дэ́ггер (англ. push dagger) — конструкционный тип ножа с Т-образной рукоятью и клинком, ориентированным перпендикулярно ей, предназначенный для удержания в кулаке таким образом, чтобы клинок выступал из передней части кулака между указательным и средним или между средним и безымянным пальцами. Клинок может быть с одним лезвием, кинжального типа или иметь вид стилета.
В современном виде появился как оружие ближнего боя для гражданских лиц в начале XIX века; использовался в траншейных боях Первой мировой войны.

## История

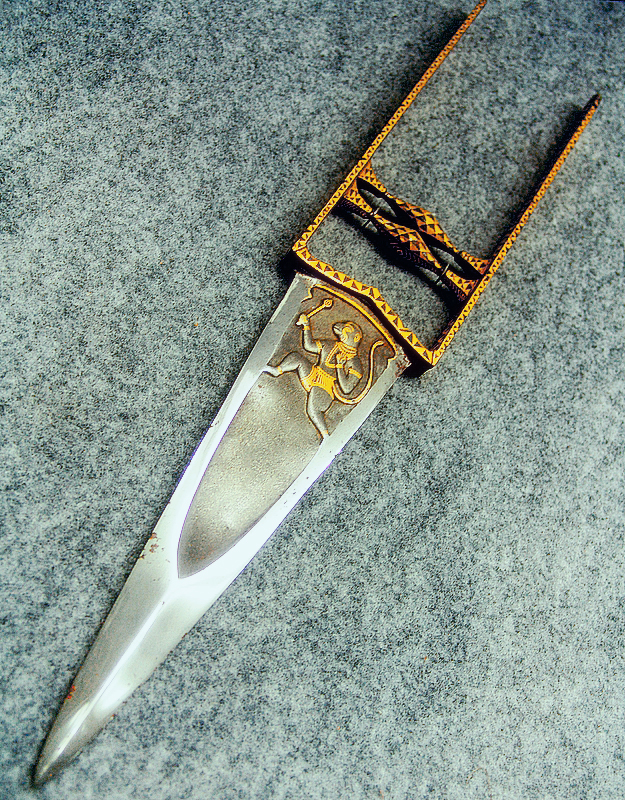
Катар

Индийский катар (कटार) 16-го века конструкционно схож с толчковыми ножами. Важно отметить, что это оружие является лишь аналогом или, в лучшем случае, отдалённым предшественником пуш-дэггеров, поскольку имело принципиально иную конструкцию рукояти и метод удержания: клинок крепился к рамке из парных продольных стержней с расположенной между ними перекладиной, за которую и ухватывалась рука человека, в то время как тычковый нож имеет Т-образную рукоятку, укладывающуюся в ладонь, и лезвие, выступающее между пальцами.

### Американский пуш-дэггер
Считается, что тычковые ножи в их современном виде появились в XIX веке на юге Соединённых Штатов. Политики носили их в государственных и федеральных зданиях, пронося их даже в Капитолии. Пуш-дэггер был популярным оружием гражданских лиц, которым требовался незаметный нож для самообороны. До появления надёжных компактных пистолетов, таких как «Дерринджер», тычковые ножи были особенно популярен среди любителей азартных игр и жителей крупных городов Старого Запада, особенно среди жителей Нового Орлеана.
Тычковый нож новоорлеанского стиля из-за своей формы был известен как «кинжал-буравчик» (gimlet knife). Он имел короткое (50 мм) лезвие с Т-образной рукояткой. Он был распространённым оружием горожан в 1800-х годах, обычно прятался в ботинке или в рукаве пиджака, а также подвешивался на пуговицу жилета с помощью ремешка, прикреплённого к кожаным ножнам. Кинжал-буравчик использовался во многих беспорядках, драках и убийствах в Новом Орлеане, из-за чего 1879 году правительство города приняло постановление, запрещающее продажу, обмен или демонстрацию такого оружия в черте города.
Кинжал-буравчик также был излюбленным оружием в Сан-Франциско в XIX веке. Типичный для Сан-Франциско тычковый нож, как правило, имел лезвие чуть длиннее, чем у новоорлеанского варианта, а его рукоять изготавливалась из моржовой кости.

### Первая мировая война

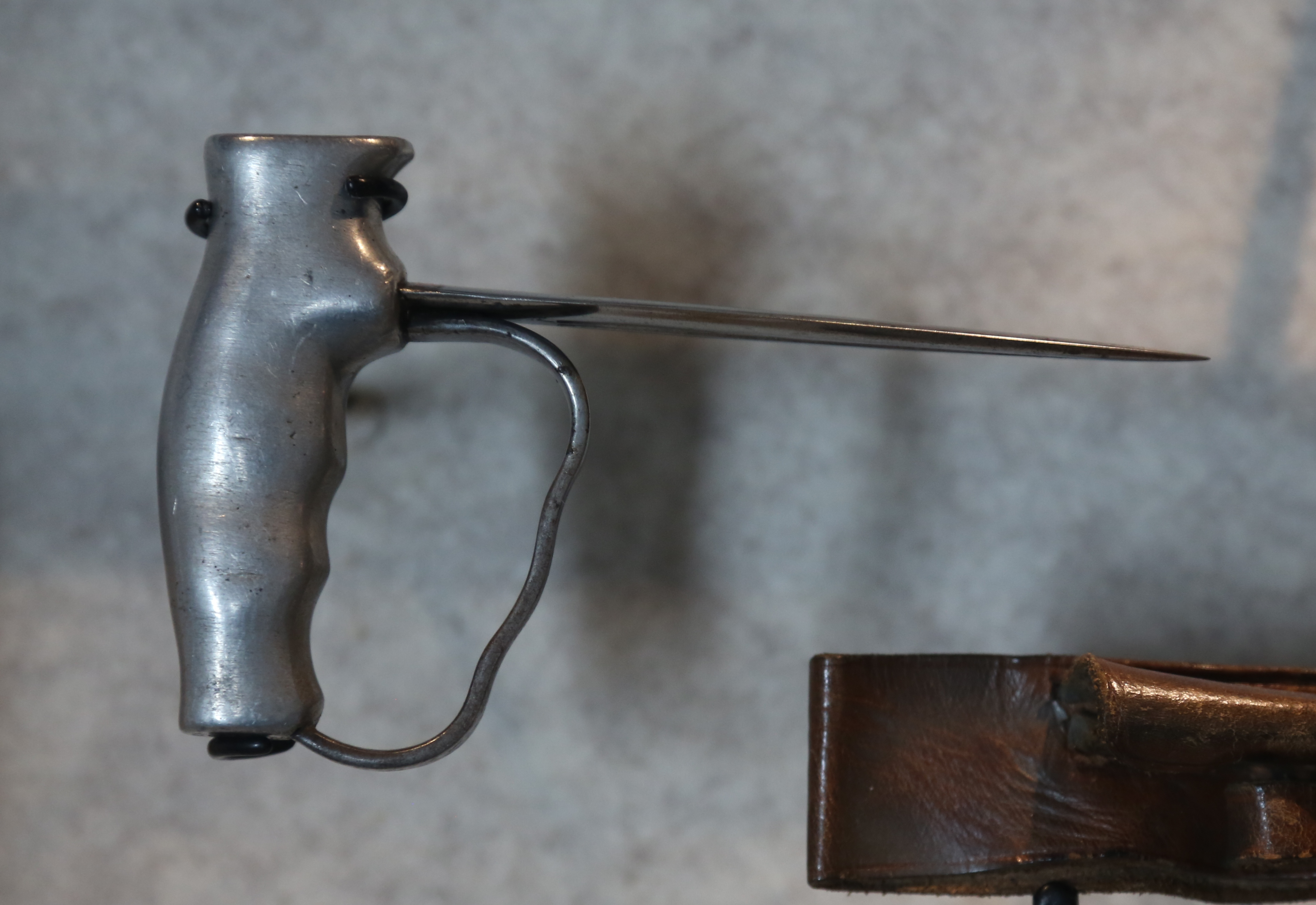
Тычковый стилет Дадли

Реалии окопных сражений во время Первой мировой войны привели к возникновению запроса на компактное и удобное оружие ближнего боя, которое можно было использовать в окопах и траншеях. Из-за нехватки пистолетов войскам, служившим в окопах, выдавали различные ножи и другое колющее оружие. Изначально большинство этих видов оружия изготавливалось в полевых условиях из подручных материалов, но вскоре на фронте начали появляться фабричные образцы кастетов-ножей и штык-ножей, которые использовались солдатами большинства армий. В Великобритании компания Robbins-Dudley Co. из графства Вустершир, занимавшаяся металлообработкой, стала одним из первых коммерческих производителей специализированных боевых кастетов и кинжалов для продажи частным лицам — солдатам и офицерам. Типичный тычковый стилет Роббинса-Дадли, который его создатель называл «ножом-пробойником», имел литую алюминиевую рукоятку с дужкой в форме кастета и круглый в сечении клинок длиной 92,1 или 130 мм (два варианта) с выраженным остриём, который дополнительно воронили, чтобы предотвратить бликование в свете луны.

### Вторая мировая война
Тычковые ножи вновь стали популярны во время Второй мировой войны; этот тип ножей выдавался в качестве боевого оружия британским коммандос, SAS, SOE и другим специализированным рейдерским или партизанским силам, которым требовалось компактное и скрытное оружие для выполнения специализированных боевых задач (например, ликвидации часовых).

## Легальность
Продажа и владение (или публичное ношение) тычковых ножей с перпендикулярным рукояти лезвием запрещено в некоторых странах, таких как Великобритания, Ирландия и Канада. Законы многих стран и нескольких штатов и городов США запрещают или в некоторой степени криминализируют покупку, владение или продажу тычковых ножей и ножей-кастетов. В России не существует специализированного законодательства в отношении тычковых ножей; правила их оборота и ношения регламентируются общими законами о холодном оружии.